# 荷屬新幾內亞

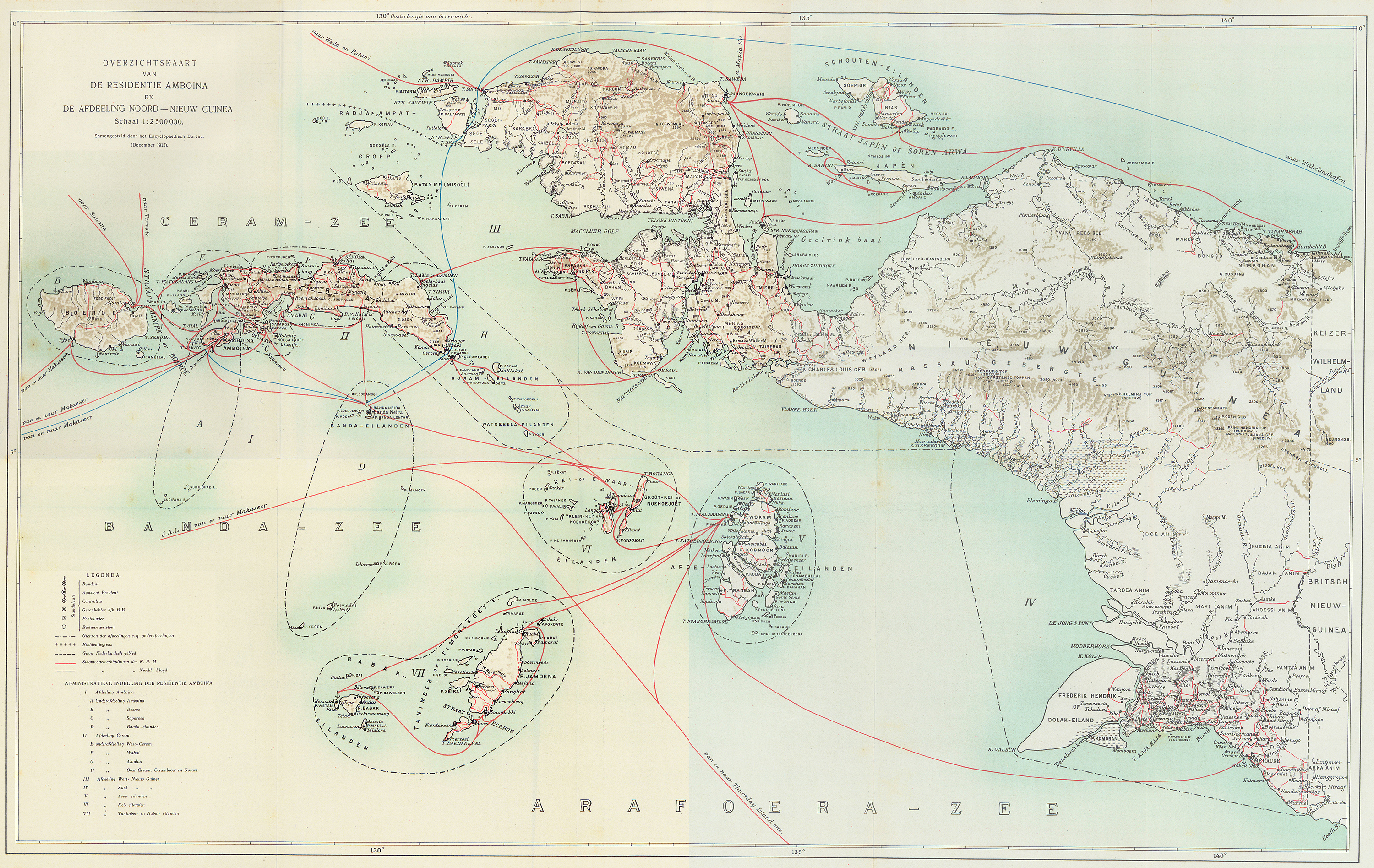
1907年-1915年荷蘭在荷屬新幾內亞的探險路線

荷屬新幾內亞（荷蘭語：Nederlands Nieuw-Guinea）是新幾內亞西部為荷蘭殖民時期的官方名稱。其知名的通稱為Dutch New Guinea。荷屬新幾內亞目前分屬於印度尼西亞最東方的兩個省份──巴布亞省以及西伊里安查亞省（2003年之前，其同屬於伊里安查亞省）。
自1898年至1949年，荷屬新幾內亞為荷屬東印度所轄下的一部份。
1949年，荷屬東印度停止運作而成為完全獨立的印度尼西亞，荷蘭重新得到新幾內亞西部的主權，並準備建立一個獨立國家。約5千名教員飛往該處，荷蘭推行政治、商業以及公民技能。其第一批本土海軍軍校學生畢業於1955年，而第一支陸軍部隊成立於1956年。
荷屬新幾內亞全境範圍的選舉於1959年，而1961年4月5日巴布亞議會開始運作，預備於10年之內完成獨立。1961年12月1日，荷蘭認同其議會所選擇的國歌以及訂定晨星旗為新的國旗。
1961年12月18日，印度尼西亞入侵西巴布亞。印尼與荷蘭軍隊衝突過後，聯合國於1963年5月將西巴布亚主權移交給印度尼西亞。在一場被印尼軍方控制的頗具爭議的公民投票之後，西巴布亚于1969年正式加入印尼版圖。